# Picot tacat
El picot tacat (Veniliornis spilogaster) és una espècie d'ocell de la família dels pícids (Picidae) que habita boscos oberts a les terres baixes del Paraguai, sud del Brasil, Uruguai i nord-est de l'Argentina.